# Mein Land
Mein Land – pierwszy singel niemieckiego zespołu metalowego Rammstein pochodzący z kompilacji Made in Germany 1995–2011. Singel został wydany 11 listopada 2011 w Niemczech, Austrii i Szwajcarii oraz 14 listopada 2011 na całym świecie. Reżyserem teledysku do singla wydanego 11 listopada 2011 jest Jonas Åkerlund.

## Lista utworów
1. „Mein Land” – 3:53
2. „Vergiss uns nicht” – 4:10
3. „My Country” (The BossHoss) – 4:08
4. „Mein Land” (Mogwai Mix) – 4:30

## Listy przebojów
| Lista przebojów (2011) | Pozycja |
| ---------------------- | ------- |
| Media Control Charts   | 5       |
| Ö3 Austria Top 40      | 9       |
| Finnish Albums Chart   | 14      |
| Ultratop 50            | 28      |
| Schweizer Hitparade    | 21      |
| MegaCharts             | 88      |